# 코소보 민주당

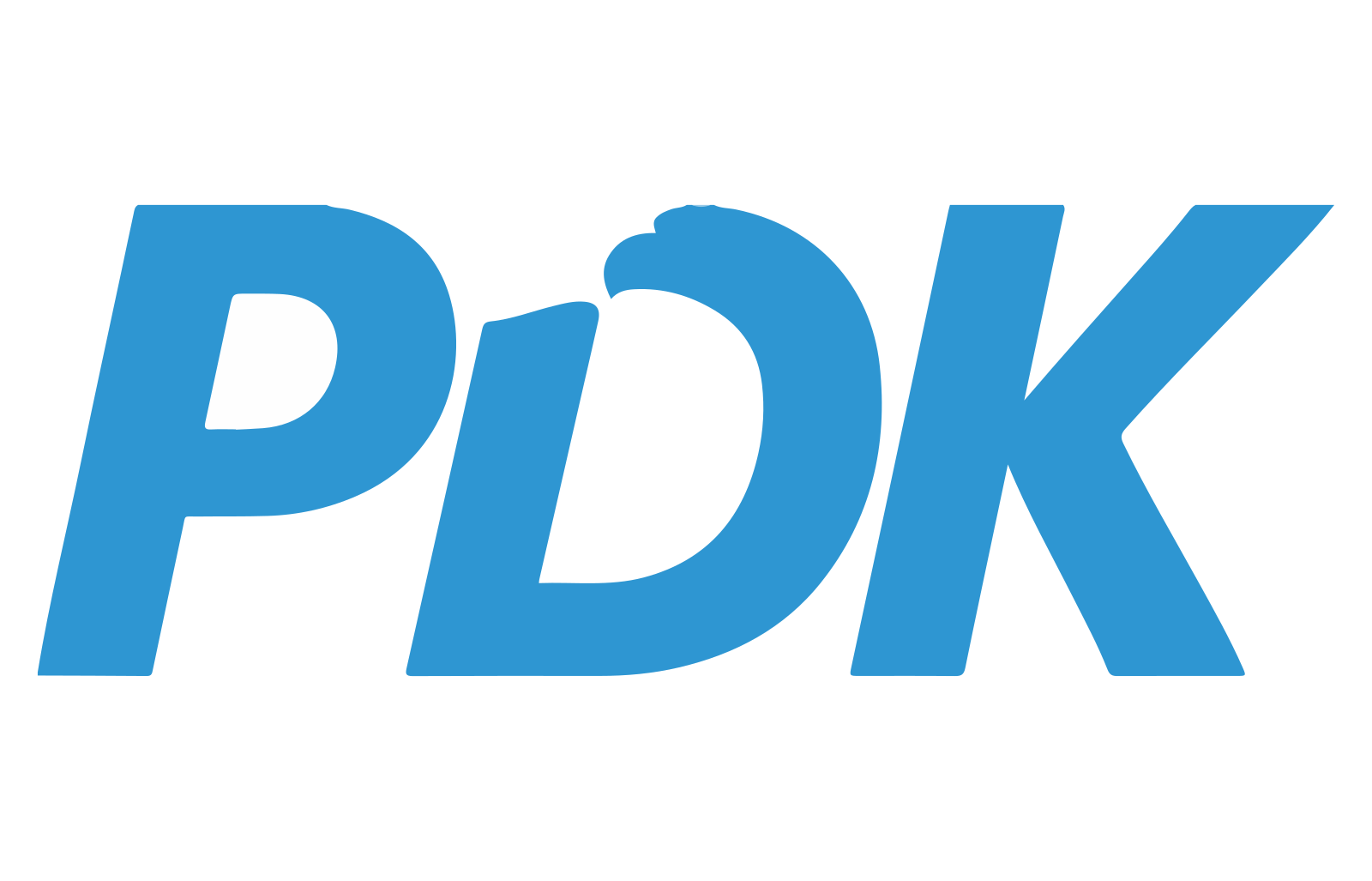

코소보 민주당(알바니아어: Partia Demokratike e Kosovës, 약칭 PDK)은 코소보의 정당으로, 민주동맹, 자결운동과 함께 3대 정당 중 하나이다. 본디 코소보 전쟁 이후 무장 해제한 코소보 해방군 출신들이 만든 사회민주주의 정당이었으며, 당 지도부 인사들은 알바니아 민족주의자 및 코소보 인민운동 출신이었다. 하지만 2013년 1월 전당대회에서 스스로를 중도우파로 규정했으며 이후로는 보수주의 정당으로 간주되고 있다.
코소보 해방군 및 코소보 정보원 출신인 카드리 베셀리가 이끌고 있으며, 전후 첫 총리인 바이람 레제피가 이 당 소속이다.